# Assemblée nationale d'Argos

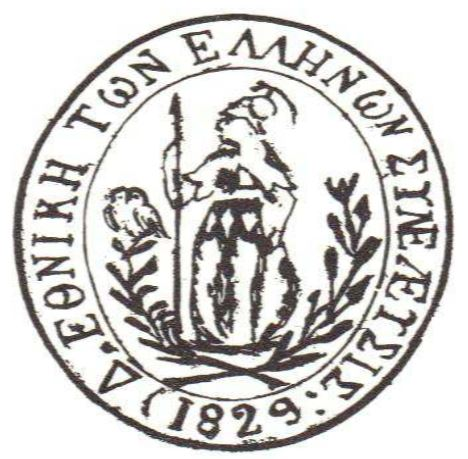
Sceau de l'assemblée nationale

L’Assemblée nationale d'Argos ou quatrième assemblée nationale (grec moderne : Δ' Εθνοσυνέλευση Άργους) se tint à Argos du 11 au 26 août 1829.
Le scrutin se déroulait selon les règles définies par la loi électorale du 2 novembre 1822, modifiée en 1823. La loi de 1822 avait accordé le droit de vote au « chef de famille » et avait prévu un député par province selon un suffrage indirect majoritaire à trois étages ; elle avait été modifiée en 1823 pour accorder deux élus aux provinces les plus peuplées et des députés en encore plus grand nombre aux îles d'Hydra, Spetses et Psará en raison de l'importance de leur flotte dans le conflit. La constitution de 1827 prévoyait, comme celle de 1822, que les députés seraient élus pour un an.
Elle adopta une série de réformes constitutionnelles suggérées par Ioánnis Kapodístrias comme la recréation d'un Sénat ou l'adoption d'une nouvelle monnaie, le phénix.